# Flieg, Vogel, flieg! (1978)
Flieg, Vogel, flieg! (Originaltitel: Leť, ptáku, leť!) ist eine tschechoslowakische Filmkomödie der Filmstudios Barrandov aus dem Jahr 1978. Regie führte Jiří Hanibal.

## Handlung
Die Schüler einer Oberstufe wollen eine mehrtägige Ferienfahrt mit Campingcharakter per Fahrrad machen. Da ihr beliebter junger Klassenlehrer Bodlák kurz vor Beginn der Tour einen Unfall hat, der mit einem Beinbruch endet, sieht es so aus, als ob die Fahrt ausfallen muss. Kurzerhand übernimmt sein vor dem Ruhestand stehender, bei den Schülern weniger beliebte Kollege Vambera die Leitung der Tour.  Bodlák ahnt, dass das Ganze nicht gutgehen wird und reist der Gruppe hinterher. Denn auf der Fahrt bringen die pubertierenden Jugendlichen mit ihren Streichen den altmodischen Aufpasser ins Schwitzen. Als Bodlák vor Ort eintrifft, stellt er erleichtert fest, dass seine Befürchtungen nicht eingetroffen sind: Vambera und die Teenager haben doch noch einen Draht zueinander gefunden.

## Hintergrund
Am 1. Juni 1978 startete Flieg, Vogel, flieg! in der Tschechoslowakei. Am 21. Dezember 1979 erfolgte die Erstausstrahlung im ostdeutschen Fernsehen, am 1. Januar 1982 im Fernsehen Deutschlands.

## Kritiken
„Ein ironisch-liebevoller Spaß, weit über dem Niveau der ‘Lümmel’-Filme.“ (Cinema)